# Theodor Christoph Lilienthal

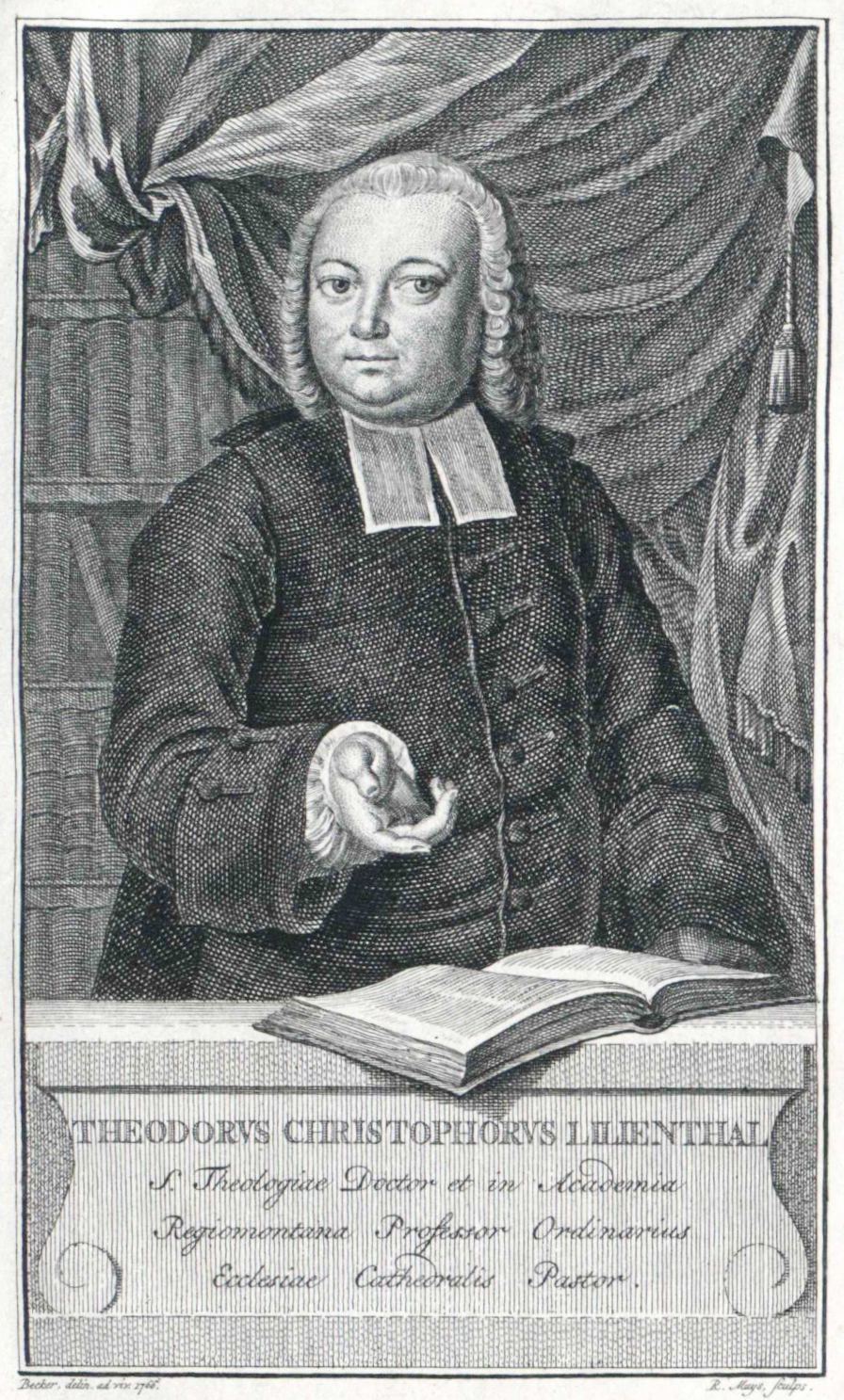
Theodor Christoph Lilienthal

Theodor Christoph Lilienthal (* 8. Oktober 1717 in Königsberg; † 7. März 1781 ebenda) war ein deutscher lutherischer Theologe.

## Leben
Theodor Christoph Lilienthal wurde am 8. Oktober 1717 in Königsberg als Sohn des Michael Lilienthal und dessen Frau Agnes von Kohlen geboren. Er wurde von seinem Vater und von Hauslehrern vorgebildet und begann bereits mit 13 Jahren ein Studium an der Universität Königsberg. 1736 hielt er sich in Jena auf, wohnte bei Johann Georg Walch und nutzte dessen Bibliothek, wobei Walch ihn auch persönlich fortbildete. Die dortige Universität verlieh ihm die Magisterwürde 1737. Dazu verteidigte er öffentlich seine Dissertation De Pelagianismo ante Pelagium, in der er nachwies, dass der Pelagianismus auch unter Juden und Christen weile. Anschließend unternahm er eine Studienreise durch Deutschland, wobei er Naumburg, Weimar, Gotha, Leipzig, Dresden und Erfurt besuchte. Danach besuchte er auch Vorlesungen der Universität Tübingen.
1739 bereiste er England und die Niederlande, wo er in Leiden seine für die Liturgiegeschichte wichtige Schrift de canone Missae Gregoriano verfasste. Außerdem besuchte er die Universitäten Utrecht, Franeker und Groningen.
Im Dezember 1739 nach Deutschland zurückgekehrt übte er sich in Halle (Saale) im Disputieren und wurde im Juli 1740 in Königsberg von der philosophischen Fakultät habilitiert. Anschließend hielt er Vorlesungen zur Philosophie und zur Mathematik.
1744 zum Subinspektor der Alumnen ernannt, berief ihn die Universität nachher auch zum außerordentlichen Theologieprofessor. Bereits 1745 gab er das Subinspektor-Amt ab und wurde im Folgejahr Pfarrer an der Neuroßgärtner Kirche. Nachdem sein Vater 1750 verstorben war, übernahm er auch die Stadtbibliothek. Schließlich wurde er von der Universität 1751 zum ordentlichen Professor befördert.
Seit 1763 wirkte Lilienthal als Pastor am Königsberger Dom und war ferner Aufseher des Kneiphöfischen Gymnasiums.
Am 7. März 1781 verstarb er.

## Rezeption nach Erbkam/Döring
Lilienthal verfasste mehrere Abhandlungen über Exegese und Geschichte. Daneben schrieb er ein wichtiges, 16-bändiges Werk Die gute Sache der in der hl. Schrift Alten und Neuen Testaments enthaltenen göttlichen Offenbarungen. In diesem Werk nämlich behütete er die christliche Kirche vor Rationalismus durch den Supranaturalismus der Bibel, der damals in der lutherischen Orthodoxie entstand. Außerdem sammelte er Zweifel gegen die Echtheit der Bibel und widerlegte diese, was in diesem Umfang in der Theologie bis dato einmalig war. Dieses ausführliche, fleißig erarbeitete Werk machte Lilienthal bekannt, allerdings brachte das Werk keine wirklichen neuen Erkenntnisse, weshalb es bereits im 19. Jahrhundert als verschollen galt.
Lilienthal war in Königsberg sehr geachtet, er galt als gebildeter und tätiger Gelehrter. Bereits zu seiner Zeit galt er wegen seiner ausgezeichneten Kenntnisse als besonderer Theologe. Er war Doktorvater von Georg Christoph Pisanski.

## Werke
- Diss. de Pelagianismo ante Pelagium (Jena 1733)
- D. Burgel's überzeugende Beweisgründe, daß ein Gott sei und daß die heilige Schrift Gottes Wort sei; aus dem Englischen (Königsberg 1735)
- Schediasma historico-theologicum de canone missae Gregoriano, in quo post brevem ejus historiam canonis cum reliquis Liturgiis convenientia, a potioribus Homariae Ecclesiae erroribus ostenditur dissensus (1739)
- Meditatio epistolica de […], juris utriusque apud Hebraeos doctoribus privatis, ad D. Ohlium (Halle 1740)
- Diss. philosophica de omnipraesentia, ejusque, quatenus ad corpus refertur, possibilitate (Königsberg 1740)
- Historische Beschreibung und kritische Beurtheilung der Anno 1740 im Osterrodischen Amte in Preußen aufgefundenen Parthen römischer Silbermünzen, zusammt einigen muthmaßlichen Gedanken, wie dieselben nach Preußen und an diesen Ort gekommen (Königsberg 1741)
- Diss. prima de vita b. Dorotheae, Prussiae patronae, fabulis varris maculata, et veritati historicae restituta (Königsberg 1741)
- Historia beatae Dorotheae, Prussia patronae, fabulis variis maculata, quam e ducumentis, manuscriptis pariter ac impressis veritali historicae restituit, notisque criticis illustravit etc. (Danzig 1743)
- Diss. inaug. sistens gloriam angeli foederis cum Jacobo colluctantis ex Genes. 32, 24 sq. et Hos. 12, 4 sq. adsertam et a dubiis Anonymi Angli vindicatam. Pars I et II (Königsberg 1744)
- Progr. natalitium primogenito in orbem terrarum introducto sacrum, ex Hebr. 1, 6 (Königsberg 1744)
- Die Freudigkeit eines evangelischen Lehrers aus dem Festevangelio am ersten Pfingstfeiertage; Joh. 14, 23–31, der neu-roßgärtischen Gemeinde in einer Antrittspredigt vorgestellt (Königsberg 1746)
- Diss. theol. de natura divina, cujus participes fiunt fideles, ad Petr. 1, 4 (Königsberg 1746)
- Progr. quo Collegium polemico-exegeticum, in quo praecipua antiscriptuariorum dubia expendentur et divina favente gratia resolventur, strenuis theologiae cultoribus indicat, simulque methodum in eo observandam declarat (Königsberg 1747)
- Gedoppeltes Jubelzeugnis, welches bei der den ersten Sonntag des Advents Anno 1747 angestellten Gedächtnißfeier der vor hundert Jahren geschehenen Einweihung der neu-roßgärtischen Kirchen in zwei Predigten über Matth. 21, 1–9 und Ps. 93, 5 abgelegt worden (Königsberg 1747)
- Das rechte Verhalten eines Menschen, der die Lehre Christi angenommen hat; bei einer, den 18ten Sonntag nach Trinit. geschehenen Taufe eines 58jährigen Juden, Moses Joseph, aus 1 Corinth. 1, 4–9 (Königsberg 1749)
- Progr. natal. Primogenito ab omnibus angelis adorando sacrum, in Hebr. 1, 6 (Königsberg 1749)
- Diss. I et II Vindiciae integritatis Sacrae Scripturae quoad locum vexatissimum 2 Chronic. 22, 1. 2 de annis Achasiae (Königsberg 1750)
- Progr. de […] Apostolorum in concilio Hierosolymitano congregatorum, ex Act. 15, 28. 29. (Königsberg 1753)
- Progr. de tolerantia theologica, ad 2 Timoth. 2, 24 (Königsberg 1753)
- Progr. de […] genuina et distincta notione (Königsberg 1754)
- Progr. de doctoris theologi […] ad Matth. 7, 29 (Königsberg 1754)
- De genuina annum apud Hebraeos Jobelaeum computandi ratione, ad illustrandum locum Levit. 25, 8–12 (Königsberg 1754)
- Der Seegen der Frommen, welcher eine Stadt erhöhet, über 1 Kön. 8, 56–58; Jubelpredigt am Gedächtnißfest der vor 500 Jahren gegründeten Stadt Königsberg (Königsberg 1755)
- Progr. […] supernaturalem quidem esse summi numinis in mente humana operationem, neutiquam tamen impossibilem (Königsberg 1756)
- Versuch einer genauern Zeitrechnung der heiligen Schrift (Königsberg 1756)
- Der Ernst und die Güte Gottes in seinen Feuergerichten, über Amos 4, 11; bei Gelegenheit des Roßgärtischen Brandes (Königsberg 1756)
- Das Werk des Glaubens in der Kraft, in 23 Predigten über das elfte Kapitel des Briefs an die Hebräer (Königsberg 1757)
- Zwei Predigten bei Gelegenheit der 1756 und 1757 bei Lowosis und Prag erhaltenen Siege, an den deshalb angeordneten Dankfesten über 2 Chron. 15, 1. 2 und Ps. 18, 10–16 (Königsberg 1757)
- Die durch Hülfe in der Noth verherrlichte Barmherzigkeit Gottes über Nahum 1, 7. 8 an dem Denkfeste wegen des Sieges bei Leuthen (Königsberg 1757)
- Progr. de […] hagiographorum Vet. Test. Luc. 24, 44 a Christo redivivo asserta (Königsberg 1758)
- Progr. de […] tamquam modo revelationis divina sapientia dignissimo (Königsberg 1757)
- Progr. […] Evangelistarum speciatim Lucae, ab objectionibus ex Luc, 1–4 desumtis liberata (Königsberg 1760)
- Progr. […] librorum biblicorum ipso scriptorum sacrorum testimonio comprobata (Königsberg 1762)
- Sammlung einiger Predigten über die Geschichte von der Auferweckung Lazari und andere Texte, welche von den letzten Dingen handeln (Königsberg 1762)
- Die schuldige Berehrung der überschwenglichen Kraft Gottes über Ps. 89, 9; am Dankfeste wegen Eroberung der Festung Schweidnitz (Königsberg 1762)
- Die Pflichten eines Volks, dem der Herr Ruhe umher geschenkt hat, über Ps. 46, 9–12; Friedenspredigt (Königsberg 1763)
- Sammlung einiger Predigten, welche bei besonderen Vorfällen gehalten worden (Königsberg 1763)
- Progr. Scriptorum sacrorum […] librorum V. Tl. testimonio suo comprobante (Königsberg 1764)
- Die Demüthigung unter Gott, wenn er durch seine Strafgerichte zu rechnen anfängt, über Matth. 18, 23–35; nach dem großen Königsberger Brande (Königsberg 1764)
- Progr. de ecclesia christiana primaeva […] librorum N. T. attestante (Königsberg 1765)
- Progr. […] librorum N. T. diserto primitivae ecclesiae testimenio comprobata (Königsberg 1766)
- Progr. de ea, quam Cel. G. A. Tellerus adhibuit, theologiam dogmaticam tradendi methodo (Königsberg 1766)
- Progr. […] liborum N. T. a patribus secundi post Christum natum saeculi adserta (Königsberg 1767)
- Leichenpredigt auf den Prinzen von Preußen (Königsberg 1767)
- Leichenpredigt auf Herrn Jester (Königsberg 1767)
- Progr. […] librorum N. T. a scriptoribus tertii post Christum natum saeculi adserta (Königsberg 1768)
- Progr. sistens primitivae ecclesia christianae […] librorum N. T. adferentis testimonium mediatum idque fide dignissimum (Königsberg 1769)
- Progr. exhibens credibilitatem testimonii, quo Ecclesia christiana primaeva […] librorum N. T. comprobavit, ulterius comprobatum (Königsberg 1770)
- Commentatio critica, sistens duorum codicum manuscriptorum Biblia Hebraica continentium, qui Regiomonti Borrussorum asservantur, praestantissimorum notitiam, cum praecipuarum variantium lectionum ex utroque codice excerptarum sylloge (Königsberg 1770)
- Progr. potiores resolvens objectiones, quibus […] librorum bibliocorum infestator […] (Königsberg 1771)
- Zwölf Predigten über die Geschichte von Pauli Bekehrung, der christlichen Gemeinde vorgetragen (Königsberg 1772)
- Progr. sistens potiores objectiones, quibus […] librorum biblicorum infestatur […], ulterius resolutas (Königsberg 1772)
- Progr. exhibens continuatam dubiorum, quae etc. (Königsberg 1773)
- Progr. sistens reliquorum dubiorum restitutionem (Königsberg 1774)
- Progr. expendens exceptiones contra argumenta ex loco classico 2 Timoth. 3, 15–17 […] singularum sacri codicis partium asperente desumta (Königsberg 1775)
- Progr. exhibens ulteriorem ad exceptionem contra arg. ex loco class. 2 Timoth. 3, 15–17 desumta responsionem (Königsberg 1776)
- Progr. vindicans genuinam […] notionem ex dicto classica 2 Petri 1, 19–21 erutum (Königsberg 1777)
- Progr. sistens […] Apostolorum in promissionibus Christi Matth. 10, 19. 20. Marci 13, 11. Luc. 12, 11. 12. 21, 14. 15. Joh. 14, 26. 16, 12. 13 fundatam (Königsberg 1778)
- Progr. ulterius stabiliens […] Apostolis pariter ac Evangelistis ab ipso Servatore Matth. 10, 19, 20 etc. promissum (Königsberg 1779)
- Progr. exhibens […] singulorum V. T. librorum Luc. 24, 44, a Christo redivivo comprobatam (Königsberg 1780)
- Progr. porro expendens […] singulorum V. T. librorum ipsius Servatoris testimonio Luc. 24, 44 adsertam (Königsberg 1781)

- Die gute Sache der in der hl. Schrift Alten und Neuen Testaments enthaltenen göttlichen Offenbarungen (16 Teile, 1760 bis 1782; Band 9 Online)